# 周元 (萬曆進士)
周元（16世紀—17世紀），字長卿，號勾餘，南直隶應天府上元县民籍浙江慈溪县人，钦天监籍，明朝政治人物。同进士出身。

## 生平
十一月十九日生，治诗经。萬曆二十二甲午科應天鄉試第十一名舉人，二十三年（1595年）乙未科會試第一百六十六名，廷試三甲第六十八名进士，都察院觀政，本年六月授官河南安阳县知县，卒于官。

## 家族
曾祖周濂，南京钦天监监副，贈中宪大夫順天府丞。祖周相，中宪大夫贊治尹順天府府丞掌钦天监事。父周子中，寿官。前母谷氏，母张氏。严侍下。娶陈氏，子劒銘、牖銘。